# Edytor stron WWW
Edytor stron WWW – program komputerowy, który służy do usprawnienia tworzenia stron lub całych serwisów internetowych.
Większość programów tego typu jest znacznie rozbudowana i zawiera wiele opcji, np. kolorowanie składni, edytory CSS, PHP czy też moduł uaktualniania zmienionych plików na serwerze WWW na przykład za pomocą FTP (upload).
Edytory stron WWW można podzielić na :
- Program WYSIWYG
- Edytor tekstowy:
  - Edytor HTML
  - Edytor CSS
  - Edytor xHTML
  - Edytor PHP